# Kowalowa (województwo małopolskie)
Kowalowa (daw. Kowalowy) – wieś w Polsce, położona w województwie małopolskim, w powiecie tarnowskim, w gminie Ryglice, na Pogórzu Ciężkowickim.
W latach 1975–1998 wieś administracyjnie należała do województwa tarnowskiego.

## Toponimia
Nazwa wsi patronimiczna, pochodzi prawdopodobnie od nazwiska właścicieli miejscowości w średniowieczu – Kowalewskich. Istnieje legenda, która mówi, że przejeżdżający tamtędy w drodze na Węgry bądź też w czasie polowania Kazimierz Wielki przybył do chłopskiej chaty, w której odbywało się wesele kowala. Mówi się też, że koń z zaprzęgu królewskiego zgubił podkowę i to było powodem jego wizyty u kowala. Ponoć Kazimierz Wielki, który przecież był „królem chłopów” zatańczył z małżonką kowala i w ten sposób dał nazwę całej miejscowości. (Nota bene – Kazimierz Wielki pochodził z miejscowości Kowal i legendy o jego odwiedzinach tych stron są znane w innych okolicznych miejscowościach, np. w Lubczy). Bardziej przekonuje fakt, że osada ta była początkowo zamieszkana w większości przez fornali kowalskich pracujących na potrzeby dworu.

## Położenie
Wieś na północnym skraju Pogórza Karpackiego, na obszarze Pogórza Ciężkowickiego, nad potokiem Szwedka i jej dopływami (w południowej części) i częściowo dopływami potoku Wolanka (w północnej części). Od zachodu graniczy z Joninami, od północy z Wolą Lubecką i Lubczą, od wschodu z Jodłową (gmina Jodłowa), a od południa ze Swoszową (gmina Szerzyny). Wzniesienia występujące na terenie wsi to: Królówka (341 m n.p.m.), Gilowa Góra (508 m n.p.m.), Góra Berkówka (w północno-wschodniej części wsi). Kowalowa zajmuje powierzchnię 11,5 km².

## Integralne części wsi
| SIMC    | Nazwa      | Rodzaj    |
| ------- | ---------- | --------- |
| 0828897 | Chybie     | część wsi |
| 0828905 | Gilowa     | część wsi |
| 0828911 | Góry       | część wsi |
| 0828928 | Łazy       | część wsi |
| 0828934 | Podlesie   | część wsi |
| 0828940 | Pole       | część wsi |
| 0828957 | Wieś Dolna | część wsi |
| 0828963 | Wieś Górna | część wsi |

## Historia
Zmiany nazwy wsi:
- 1386 – Kowalewy
- od 1889 – czasem Kowalówka
- 1880 – Kowalowy
- XX w. – Kowalowa

Po raz pierwszy Kowalowy poświadczone są w 1386 roku. W 1469 roku posiadają sołtysa i podzielone są na Górne i Dolne. Kowalowa jest wsią lokowaną na prawie niemieckim w XIV w. była własnością szlachecką. Właścicielem tej miejscowości był m.in. Stanisław Gładysz z Kowalowa h. Gryf, tenut Szymbarku, dziedzic Gilowej (od 1477), Uścia, komornik ziemski biecki 1486, sędzia grodzki biecki, mąż Katarzyny Barczkowskiej córki Jakuba Barczkowskiego. Osią układu osadniczego był ciek wodny potoku Szwedka, a jej przedłużeniem w kierunku wschodnim ciąg głównej drogi prowadzącej z Tuchowa przez Kowalową do Jodłowej. Układ zabudowy miał charakter łańcuchówki. Na przełomie XIX/XX w. wykształciły się ciągi drożne łączące centrum wsi z sąsiednią Lubczą. Niedaleko głównej drogi, na wyniesieniu terenu położony jest kościół pw. Najświętszego Serca Marii Panny z końca XVII w., jest on otoczony pomnikowymi drzewami.
W 1947 roku do Kowalowej został przeniesiony z pobliskich Ryglic i wtedy też powstała parafia licząca w 2007 roku około 900 parafian, z czego 80% jest praktykujących.
W pobliżu kościoła znajdują się stawy hodowlane zasilane wodami Szwedki. W północnej części Kowalowej, przy drodze do Lubczy, położony jest cmentarz wojenny nr 168 z I wojny światowej założony w 1915 roku.

## Zabytki
Obiekt wpisany do rejestru zabytków nieruchomych województwa małopolskiego.
- Kościół pw. Niepokalanego Serca Najświętszej Maryi Panny.
Kościół został zbudowany w Ryglicach w drugiej połowie XVII w. W latach 1767–1772 przeszedł gruntowną renowację i przebudowę. W latach 1947–1949 został przeniesiony do Kowalowej i odbudowany w większości z nowych materiałów. Kościół jest jednonawowy, drewniany, konstrukcji zrębowej, szalowany, z marmurową zakrystią. Wyposażenie: portal, ambona, ołtarz, rzeźby pochodzi z XVII i XIX wieku.

### Inne zabytki
- Pozostałości krajobrazowego parku dworskiego z poł. XIX w. ze stawami;
- cmentarz wojenny nr 168 z I wojny światowej;
- kapliczka z obrazem Matki Boskiej Częstochowskiej, murowana z 1870 roku, Kowalowa Dolna;
- kapliczka szafkowa z obrazem Matki Boskiej Częstochowskiej, fundacja Jana Wiśniewskiego, drewniana, z 1922 roku, zwieszona na drzewie, Kowalowa Pole;
- kapliczka z rzeźbą Matki Boskiej z 1915 roku fundacji Zofii Czechowskiej, murowana z 1910 roku, Kowalowa Chybie;
- posąg Serca Najświętszej Panny Marii, fundacja właścicieli dworu, z około 1840 roku, kamienny, prymitywny, Kowalowa Dolna;
- krzyż z metalowym wizerunkiem Chrystusa, drewniany z 1990 roku, na mogile cholerycznej, Kowalowa Górna.

## Galeria

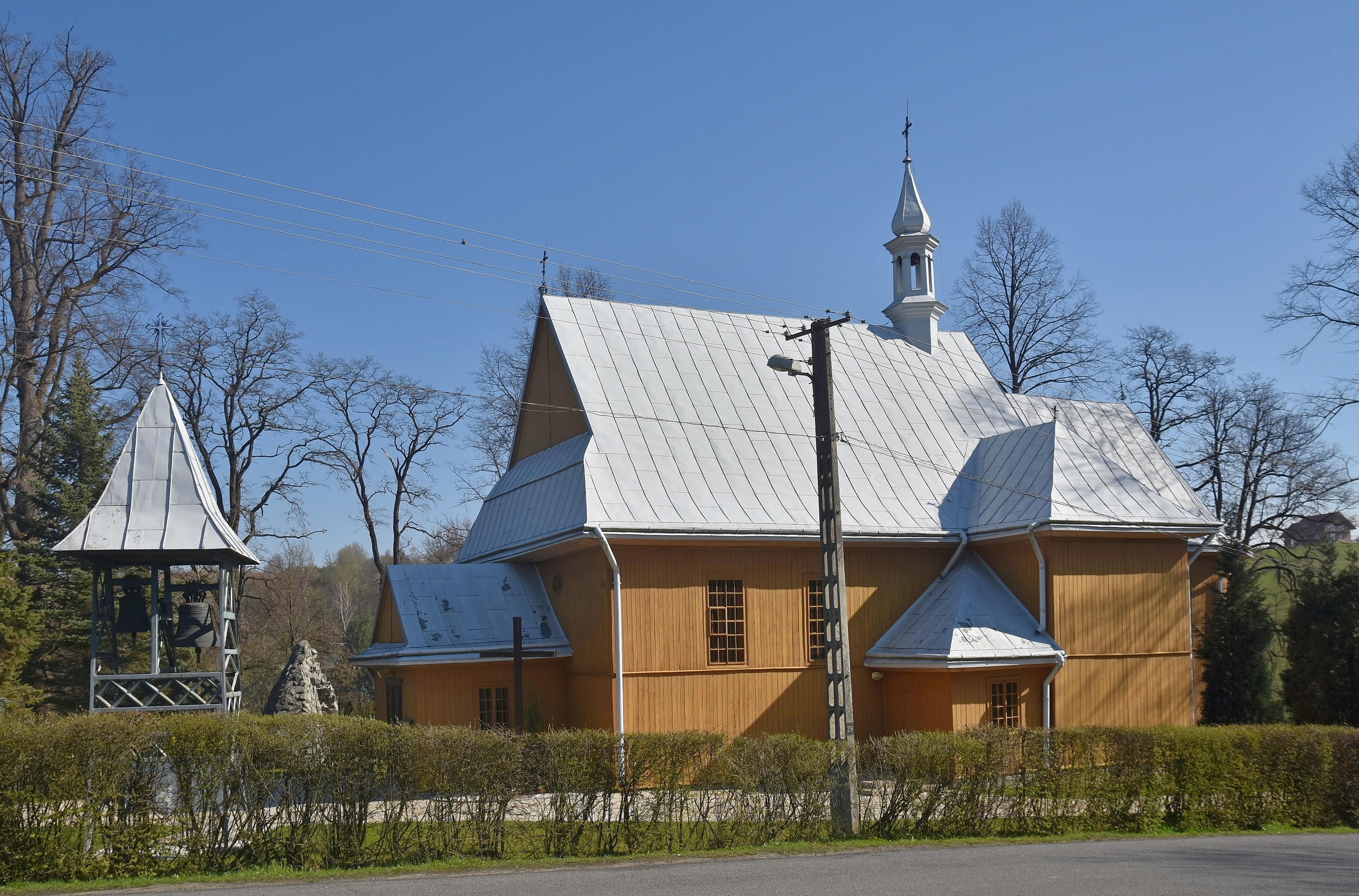
Zabytkowy kościół parafialny
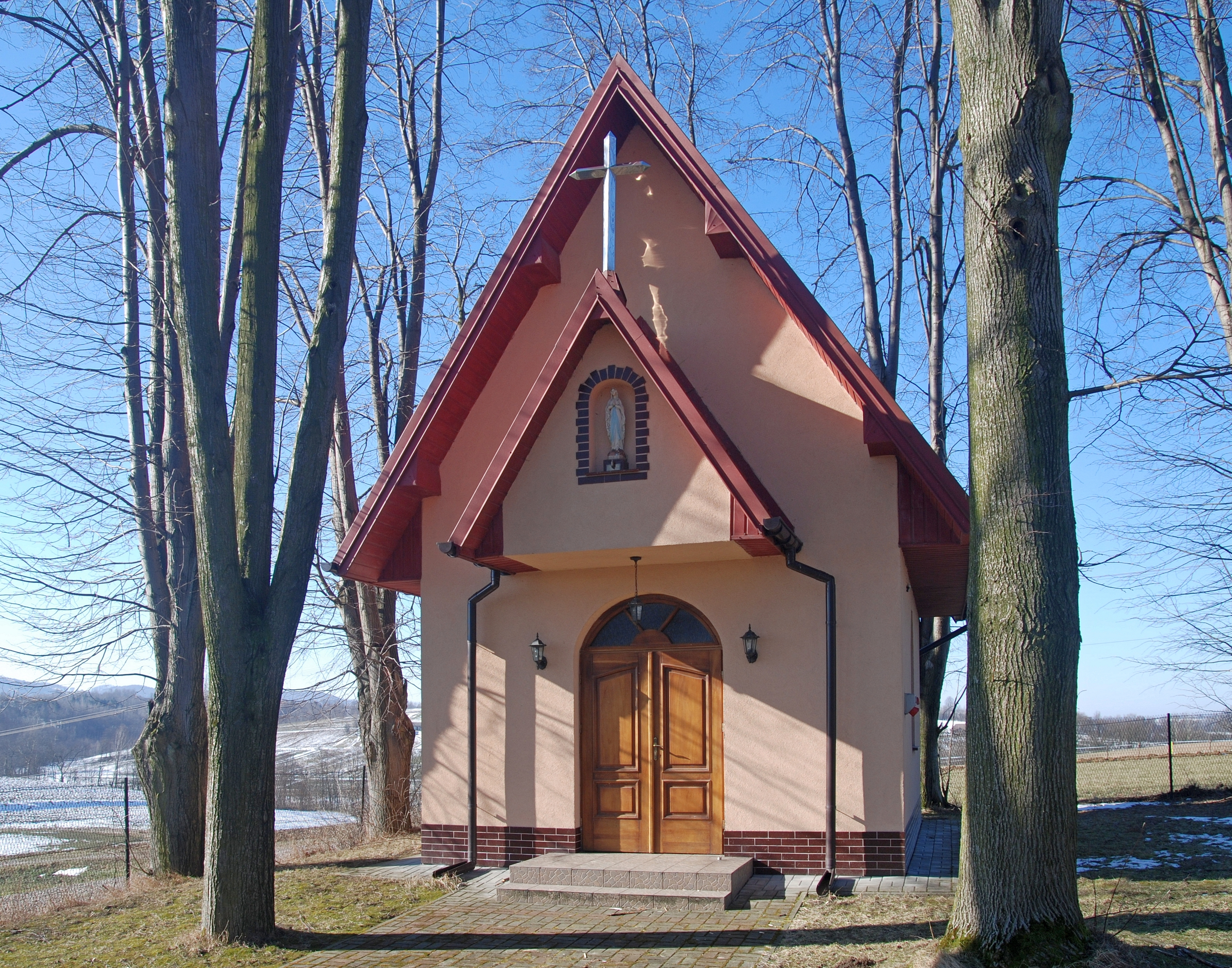
Kaplica
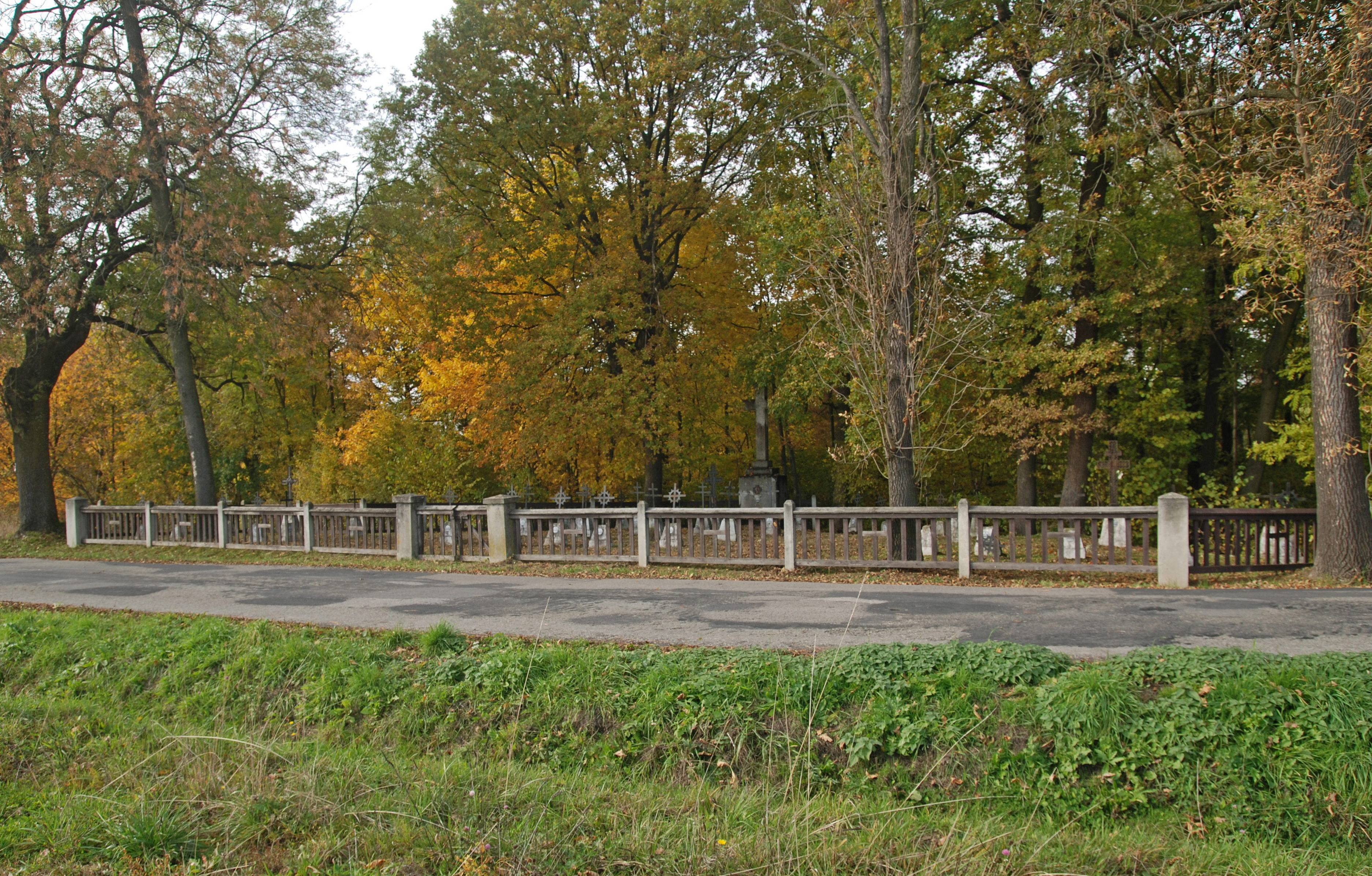
Cmentarz wojenny nr 168

## Wypoczynek i rekreacja
Wieś Kowalowa ma charakter górsko-wyżynny rozdzielona jest szeroką i częściowo zwężającą się doliną potoku Szwedka. W południowej części są dwa duże kompleksy leśne (świerki, jodły, buki): jeden zwarty drugi pocięty, wchodzące w skład Parku Krajobrazowego Pasma Brzanki zajmującego całą, południową, górzystą część gminy Ryglice. W Kowalowej działa gospodarstwo agroturystyczne oraz przebiega przez Kowalową zielony szlak rowerowy.
Ponadto podczas kadencji Radnego Konstantego Stepek został w miejscowości wybudowany kompleks boisk sportowych. Pieniądze pochodziły z programu Orlik 2012 i była to pierwsza w gminie inwestycja tego typu.

## Przysiółki
- Łazy – przysiółek w północno-wschodniej części wsi przy drodze na Budaki w Lubczy
- Podlesie – przysiółek w południowo-zachodniej części wsi
- Chybie – przysiółek w południowo-wschodniej części wsi
- Pole – przysiółek w północnej części wsi
- Gilowa (nazwa potoczna – Góry) – przysiółek w południowo-wschodniej części wsi
- Wieś Górna – północno-wschodnia część wsi
- Wieś Dolna – północno-zachodnia część wsi

## Kultura
Z Kowalowej wywodzi się zespół ludowy regionu krakowskiego W Kuźni u Kowala – założony w 1986 roku między innymi przez Andrzeja Nalepkę, obecnego kierownika zespołu. Nazwa zespołu wiąże się z legendą o królu Kazimierzu Wielkim, który odwiedził jednego z kowali w Kowalowej.
 W skład zespołu wchodzi kapela ludowa i zespół śpiewaczy. Do zespołu dołączają także inne grupy np. kolędnicy, grupa wieńca dożynkowego. Zespół kultywuje starodawne obyczaje np. obrzęd dożynkowy, sobótkowy, kolędniczy. Posiada stroje krakowskie i instrumenty z tego regionu. Posługuje się lokalną gwarą.
Zespół nagrał płyty CD: W sosnowym lesie oraz Śpiwka za przyśpiwką. Członkowie zespołu Andrzej Nalepka i Janusz Siemek opracowali i wydali śpiewnik piosenek ludowych i biesiadnych: W Kuźni u Kowala – wybrane piosenki.
Siedziba zespołu znajduje się w budynku remizy OSP w Kowalowej. Patronat nad zespołem sprawuje Ośrodek Kultury w Ryglicach.

## Kalendarium
- początek XIV w. – domniemana lokacja wsi
- 1386 – po raz pierwszy w źródłach poświadczone Kowalewy (Kowalowa)
- XV w. – przez wieś prowadzi droga Tuchów-Uniszowa-Ryglice-Joniny do Jodłowej i doliny Wisłoki
- I poł. XV w. do 1469 – część wsi w posiadaniu Oziembłowskich z rodu Sulimów, w dawnym powiecie sandomierskim
- 1469 – część wsi położona w powiecie pilzneńskim w ziemi sandomierskiej, druga w powiecie bieckim w ziemi krakowskiej. Miejscowość posiada sołtysa i dzieli się na Kowalewy Górne i Dolne. Oziembłowscy sprzedają wieś Stanisławowi z Szalowej, ten zaś odsprzedaje ją Stanisławowi Gładyszowi z Szymbarku.
- ost. ćw. XV–XVI w. – część wsi należy do rodziny Kowalowskich
- 1481 – we wsi poświadczony staw na rzece
- XVI w. – miejscowość dzieli się na Górną i Dolną i posiada sołtysa. Administracyjnie należy do powiatu bieckiego w ziemi krakowskiej. Część wsi w posiadaniu Wielopolskich.
- 1581 – miejscowość w parafii Ryglice
- poł. XIX w. – założenie parku przy dworze
- 1748 – wieś w parafii Ryglice
- 1875–1918 – w Kowalowej działa szkoła jednoklasowa
- 1880 – Kowalowa liczy 877 mieszkańców, na obszarze dworskim mieszka 78 osób. Właścicielami są Pieniążek i Michniewski
- 1915 – założenie cmentarza wojennego z I wojny światowej
- 1947 – przeniesienie do Kowalowej drewnianego kościoła z Ryglic zbudowanego w k. XVII w. Kościół otrzymuje wezwanie Niepokalanego Serca Najświętszej Marii Panny.
- 1952 – utworzenie we wsi parafii wydzielonej z parafii w Ryglicach, pierwszym proboszczem został ks. Stanisław Zelek. Kolejni proboszczowie to: ks. Kazimierz Dudek, ks. Józef Nalepa, ks. Paweł Dudek.
- lata 50. – elektryfikacja wsi
- 1965 – wybudowanie nowej szkoły
- lata 90. XX w. – telefonizacja, gazyfikacja
- 2016 – 30-lecie Zespołu folklorystycznego W Kuźni u Kowala, 360-lecie miejscowości Kowalowa
- 2018 – nadanie szkole podstawowej imienia Janusza Korczaka